# أراضي الليل
أراضي الليل (بالإنجليزية: The Night Lands)‏ هي الحلقة الثانية من الموسم الثاني من المسلسل الفانتازي صراع العروش، والمُقتبس من سلسلة روايات أغنية الجليد والنار للمؤلف جورج ر. ر. مارتن، وهي الحلقة رقم 12 من المسلسل ككل. عُرضت الحلقة لأول مرة في 8 أبريل 2012، على شبكة إتش بي أو المُنتجة للمسلسل، وكانت من كتابة ديفيد بينيوف، ودي. بي. وايس، ومن إخراج آلان تايلور.

## ملخص الحلقة
يصل (ثيون) ويقابل (بالون غريجوي) بعد تسع سنوات من الفُرقة، يُكشف في الحلقة ان (بالون غريجوي) ما هو إلا والد (ثيون) الذي أخذوه آل (ستارك) قبل تسع سنوات وربوه كواحد منهم، ويلتقي أيضاً بأخته (يارا) المُسترجلة التي تخوض الحروب وتقوم بأعمال الرجال. (سيرسي) ترفض الشروط التي وضعها (روب) للصلح. تصل جنود الملك للبحث عن (غيندري) ولكن يتم طردهم، بعدها تكشف (آريا) حقيقتها كونها فتاة لـ (غيندري). وفي شمال الجدار، يقترب (سام) من إحدى بنات (كراستر) والتي تخشها على المولود التي لم تضعه بعد، إذ أنه إذا كان فتاً فسيقتله والدها من فوره، فيذهب (سام) لطلب المساعدة من (جون) الذي لم يبدي رغبة في ذلك فهذا مُخالف للقسم الذي أقسموا به. في «دراغون ستون» يتحالف (ستانس) مع القراصنة لتزويده بالمعدات والسفن للحرب، ثم يدخل في علاقة مع (ميليزاندر). أما في قارة «إيسوس»، فيعود أحد الخيول مُحمّلاً برأس الفارس ومصحوباً برسالة من إلى (دينريس) من إحدى أعدائها.

## الإنتاج
سيناريو الحلقة كان من كتابة ديفيد بينيوف، ودي. بي. وايس، وأُختير آلان تايلور لإخراجها. كان كريمر مورجينثاو ‏ مديرًا لتصوير الحلقة، وفرانسيس باركر محررةً لها، أما موسيقى الحلقة التصويرية فكانت من تلحين رامين جوادي.

## نسب المشاهدة
| الموسم | الموسم | رقم الحلقة | رقم الحلقة | رقم الحلقة | رقم الحلقة | رقم الحلقة | رقم الحلقة | رقم الحلقة | رقم الحلقة | رقم الحلقة | رقم الحلقة | المتوسط |
| الموسم | الموسم | 1          | 2          | 3          | 4          | 5          | 6          | 7          | 8          | 9          | 10         | المتوسط |
| ------ | ------ | ---------- | ---------- | ---------- | ---------- | ---------- | ---------- | ---------- | ---------- | ---------- | ---------- | ------- |
|        | 1      | 2.22       | 2.20       | 2.44       | 2.45       | 2.58       | 2.44       | 2.40       | 2.72       | 2.66       | 3.04       | 2.52    |
|        | 2      | 3.86       | 3.76       | 3.77       | 3.65       | 3.90       | 3.88       | 3.69       | 3.86       | 3.38       | 4.20       | 3.80    |
|        | 3      | 4.37       | 4.27       | 4.72       | 4.87       | 5.35       | 5.50       | 4.84       | 5.13       | 5.22       | 5.39       | 4.97    |
|        | 4      | 6.64       | 6.31       | 6.59       | 6.95       | 7.16       | 6.40       | 7.20       | 7.17       | 6.95       | 7.09       | 6.84    |
|        | 5      | 8.00       | 6.81       | 6.71       | 6.82       | 6.56       | 6.24       | 5.40       | 7.01       | 7.14       | 8.11       | 6.88    |
|        | 6      | 7.94       | 7.29       | 7.28       | 7.82       | 7.89       | 6.71       | 7.80       | 7.60       | 7.66       | 8.89       | 7.69    |
|        | 7      | 10.11      | 9.27       | 9.25       | 10.17      | 10.72      | 10.24      | 12.07      | غ/م        | غ/م        | غ/م        | 10.26   |
|        | 8      | 11.76      | 10.29      | 12.02      | 11.80      | 12.48      | 13.61      | غ/م        | غ/م        | غ/م        | غ/م        | 11.99   |

## وصلات خارجية
- أراضي الليل على موقع IMDb (الإنجليزية)
- أراضي الليل على موقع ميتاكريتيك (الإنجليزية)
- أراضي الليل على موقع روتن توميتوز (الإنجليزية)
- أراضي الليل على موقع أول موفي (الإنجليزية)